# Jan Vanýsek
Jan Vanýsek (5. srpna 1910 Brno – 14. září 1995 Brno) byl český oční lékař – profesor oftalmologie na lékařské fakultě Masarykovy univerzity (dříve LF UJEP v Brně).

## Život
Byl synem českého internisty Rudolfa Vanýska a Marie (roz. Kletzlové), dcery brněnského stavitele Theodora Kletzla.
Dne 4. července 1936 se v Brně oženil s Marií Planičkovou, lékařkou v ústavu choromyslných v Brně. Manželé Vanýskovi měli dvě děti.

### Profesní kariéra
Po promoci, roku 1935, byl přijat jako nehonorovaný sekundární lékař na oční kliniku Masarykovy univerzity v Brně, kterou vedl jeho učitel profesor MUDr. Bohuslav Slavík (1888–1953). Po habilitaci, v listopadu 1945, byl jmenován prvním přednostou Oční kliniky lékařské fakulty UK v Hradci Králové (1945–1951), později se fakulta stala součástí Vojenské lékařské akademie (1951–1958), v této souvislosti byl jmenován plukovníkem ČSLA.
Na hradecké klinice se zabýval především keratoplastikou, elektroretinografií (ERG) a jako první v Československu v roce 1954 implantoval pacientovi umělou nitrooční čočku po operaci šedého zákalu (IOL). Na základě hradeckých zkušeností, ale již za svého působení v Brně, pořádal v roce 1959 mezinárodní sympozium o elektroretinografii (ERG) v Luhačovicích, a to za účasti předních evropských odborníků v tomto oboru.
Po návratu na brněnskou oční kliniku (1955) se hlavně věnoval využití ultrazvuku v očním lékařství (společně s MUDr. J. Preisovou, DrSc. a spolupracovníky).
V roce 1967 v Brně pořádal mezinárodní sympozium o ultrazvukové diagnostice v očním lékařství (II. symposium internationale de diagnostica ultrasonica in ophthalmologia) a byl zvolen i prvním presidentem (1964–1967) mezinárodní společnosti SIDUO. Na vývoji přístrojové techniky pro ultrasonografii spolupracoval s rakouskou firmou KretzTechnik AG, později byl oceněn americkým institutem AIUM jako Pioneer Award – History of Medical Ultrasound (1988).
V letech 1955–1970 byl přednostou Oční kliniky LF, v letech 1957–1960] děkanem LF a prorektorem pro vědu a výzkum (1962–1969). Po celé své funkční období podporoval snahu o výstavbu nové Fakultní nemocnice v Brně-Bohunicích včetně nové lékařské fakulty. Dne 11. března 1969 byl, v zastoupení ministra zdravotnictví ČSR, přítomen při položení základního kamene k této stavbě.
V červnu 1968 se stal předním signatářem provolání 2000 slov. Na jaře 1969 byl jednohlasně zvolen rektorem univerzity, z politických důvodů však nebyl potvrzen tehdejším, již normalizačním, ministrem školství ČSR a musel z univerzity odejít.
Krátkou dobu pracoval jako odborný dětský oční lékař pro MÚNZ v Brně, pro vážnou nemoc byl však brzy penzionován. Po celou dobu normalizace mu bylo zcela znemožněno dále vědecky pracovat i publikovat, nemohl vycestovat na přednášky či kongresy do zahraničí.
Jeho osobním přítelem byl významný evropský oční lékař, profesor univerzity v belgickém Gentu, Jules François (1907–1984), který se stal i čestným doktorem (dr.h.c.) UJEP v Brně (1969). V období Vanýskova působení na klinice byla jeho spolupracovnicí i pozdější (od roku 1991) přednostka oční kliniky Doc. MUDr. Květa Kvapilíková, CSc. (1928–2004), která se podílela i na zavedení výuky optometrie jako součásti katedry nemocí očních na LF MU.
Ve stejném lékařském oboru pracuje jeho vnučka MUDr. Klára Marešová, Ph.D., FEBO, která je přednostkou Oční kliniky LF UP v Olomouci.

### Vzdělání
- Český státní ústav učitelský, Na poříčí 5, (maturita 1929)
- 1929–1935 studium na LF MU v Brně, (promoce 1935)

### Akademická kariéra
- od 1945 docent očního lékařství
- od 1947 mimořádný profesor, od 1967 řádný profesor
- od 1957 DrSc.

## Členství v odborných společnostech
- Jan Vanýsek byl dlouholetým předsedou Československé lékařské společnosti J. E. Purkyně v Praze (1958–1968).
- The Societas Ophthalmologica Europea (SOE)
- Deutsche Ophthalmologische Gesellschaft (DOG)
- Österreichische Ophthalmologische Gesellschaft (ÖOG)
- Leopoldina - Nationale Akademie der Wissenschaften (Halle-Salle)
- Societas Internationalis Pro Diagnostica Ultrasonica in Ophthalmologia (SIDUO)
- Société Française d'Ophtalmologie
- Centro de Oftalmología Barraquer
- American Institute of Ultrasound in Medicine (AIUM)
- Council for International Organizations of Medical Sciences (CIOMS)

## Posmrtné připomínky
- Od roku 2007 uděluje očním chirurgům Česká společnost refrakční a kataraktové chirurgie (ČSRKCH) medaili nesoucí jeho jméno.
- Jan Vanýsek je autorem vzpomínek Prožil jsem zvláštní století, které zapsal jeho syn Jiří.[4]
- Na domě v Pekařské ulici 53/16 byla v roce 2010 odhalena pamětní deska[5]